# 里士满·兰登
里士满·兰登（英語：Richmond Landon，1898年11月20日—1971年6月13日），美国男子田径运动员，主攻跳高。他曾代表美国参加1920年夏季奥林匹克运动会田径比赛，获得男子跳高金牌。